# Largo di Torre Argentina
 (décembre 2018).
Le Largo di Torre Argentina ou plus couramment Largo Argentina est une vaste place rectangulaire, située à Rome sur le corso Vittorio Emanuele, dans le quartier historique du Champ de Mars. La place est presque entièrement occupée par un complexe archéologique comprenant quatre temples romains dont la fondation remonte à l'époque républicaine.

## Histoire
Le nom de la place se réfère à la tour dite Torre Argentina, aujourd'hui englobée dans le Palazzetto del Burcardo, ainsi nommée par Johann Burchard (1445-1506), dont le nom est italianisé en Burcardo et qui, à partir de 1483, est maître des cérémonies des cinq papes Sixte IV, Innocent VIII, Alexandre VI, Pie III et Jules II. Ce haut prélat, originaire de Strasbourg (Argentoratum en latin, nom donné à la ville en référence à ses mines d'argent) aime signer ses écrits du surnom d'Argentinus.
Après 1730, la propriété est partiellement utilisée pour la construction du Teatro Argentina qui perpétue la vocation théâtrale antique du quartier, avec autrefois les théâtres de Pompée, de Balbus et, à peu de distance, de Marcellus.
La tour visible sur le Largo di Torre Argentina est la Torre del Papito, une tour médiévale qui n'a rien à voir avec la Torre Argentina.
En 1909, il est décidé de reconstruire le quartier dans le cadre de la rénovation entreprise de la capitale du royaume d'Italie. Au cours des travaux de démolition de l'église San Nicola de' Cesarini sont exhumés les vestiges d'une statue colossale. Puis des fouilles plus profondes font apparaître les vestiges d'une importante aire sacrée datant de l'époque républicaine.
L'avenir de la zone archéologique reste incertain jusqu'à ce que, sur intervention directe de Benito Mussolini, il soit décidé de créer un soi-disant Foro Argentina, inauguré par le Duce en avril 1929.
Fermé au public, cet ensemble archéologique offre un refuge à de nombreux chats errants du centre de Rome, que les passants peuvent observer à loisir depuis le niveau actuel du sol, plusieurs mètres au-dessus.

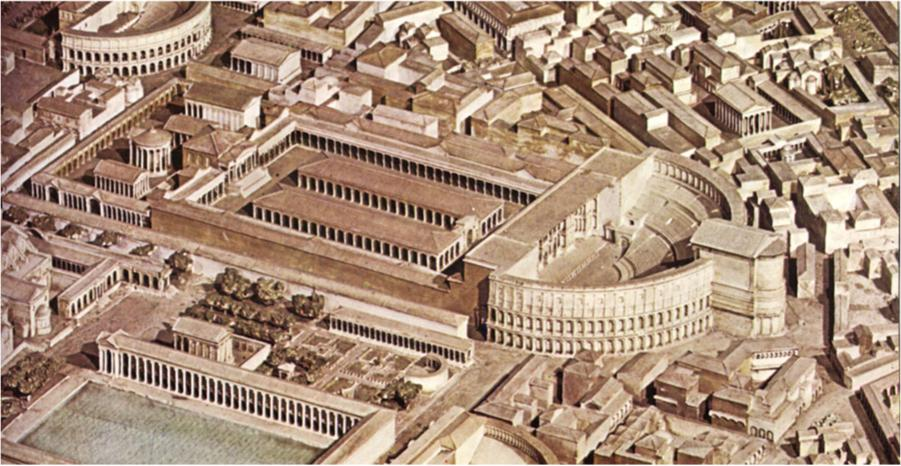
L'aire sacrée, à gauche, s'inscrit dans le prolongement du théâtre de Pompée et de son portique, maquette de Gismondi.
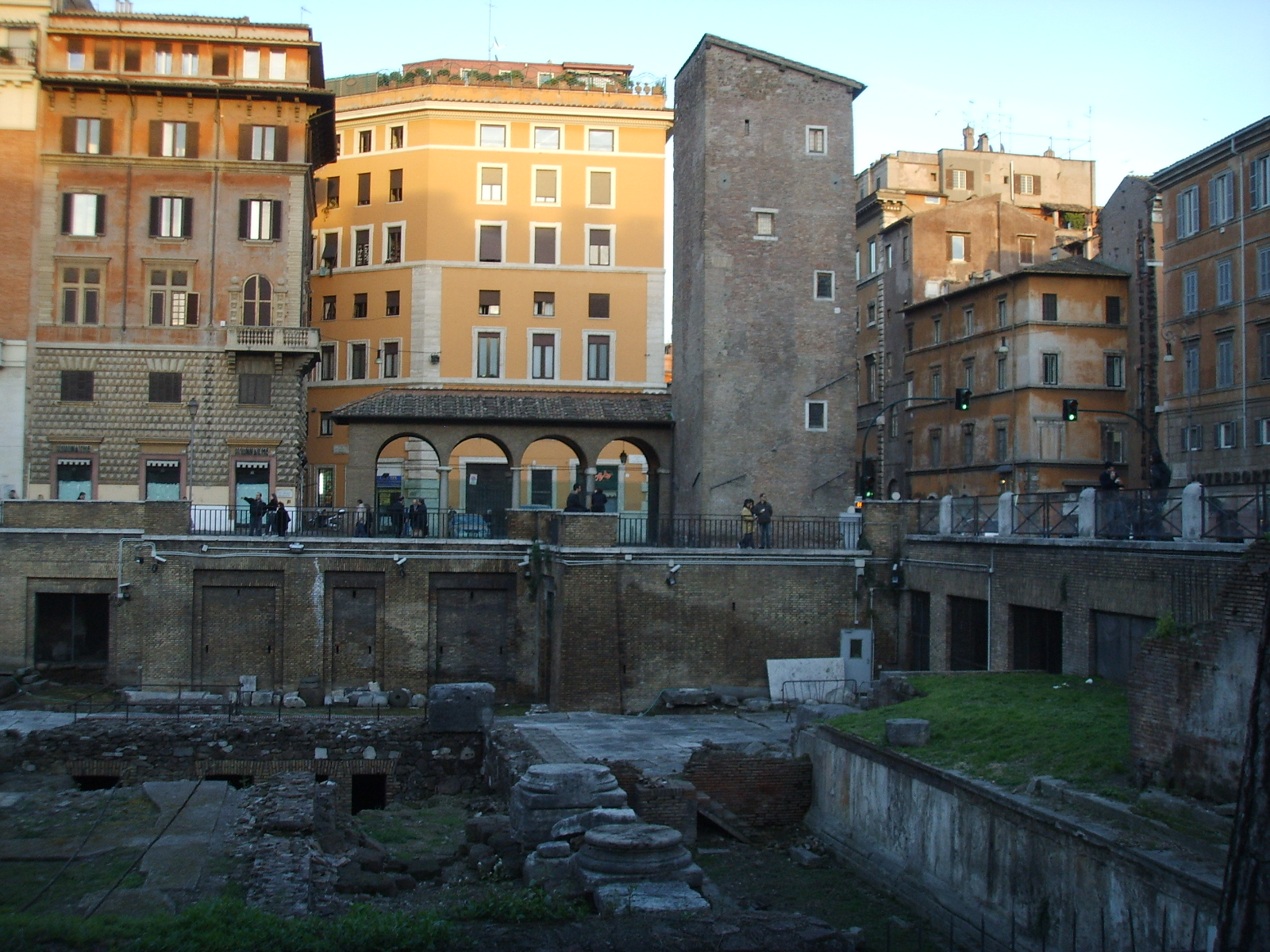
La Torre del Papito all'Argentina.
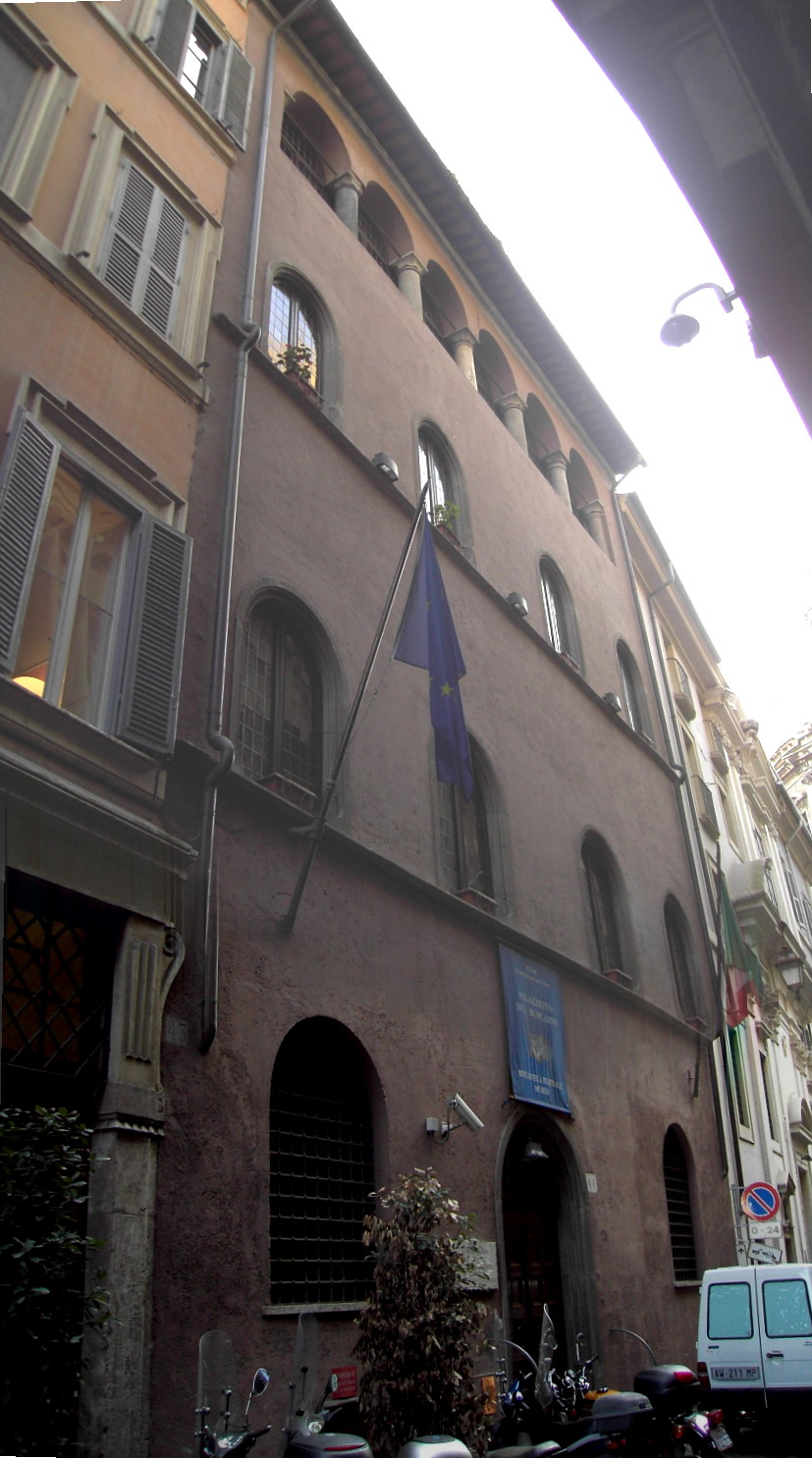
Le Palazzetto del Burcardo.
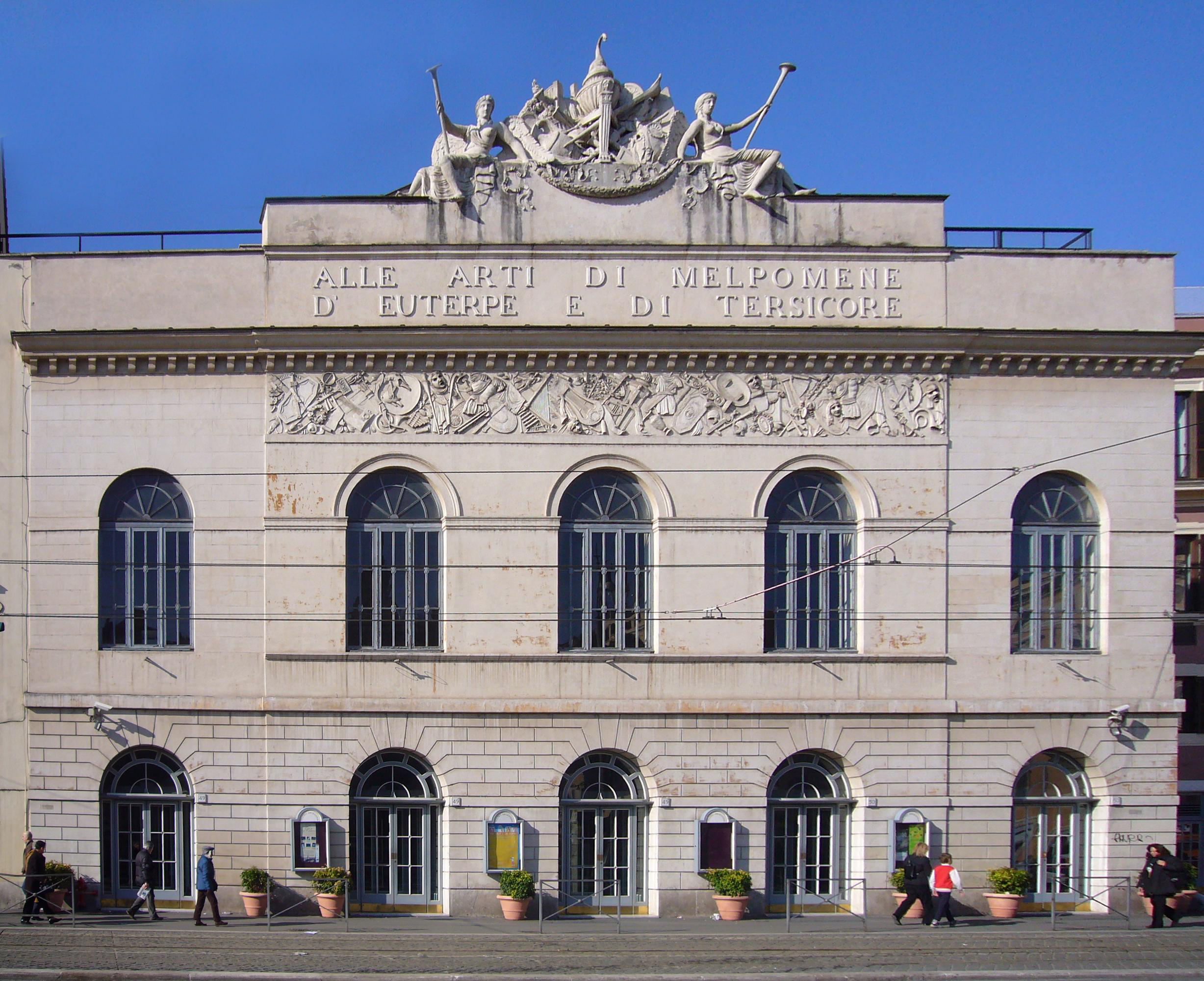
Le Teatro Argentina, du côté ouest de la place.

## Area sacra

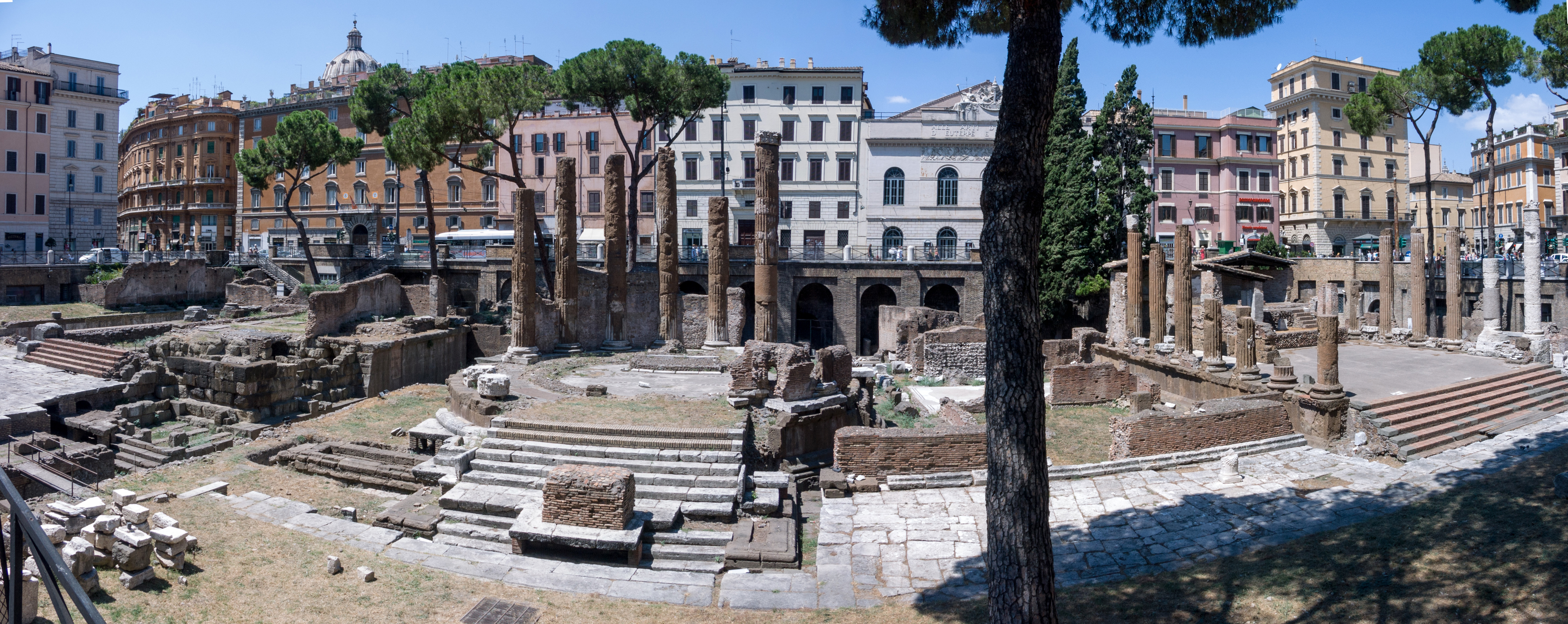
De gauche à droite : temples D, C, B, A et colonnes de l’Hecatostylum.

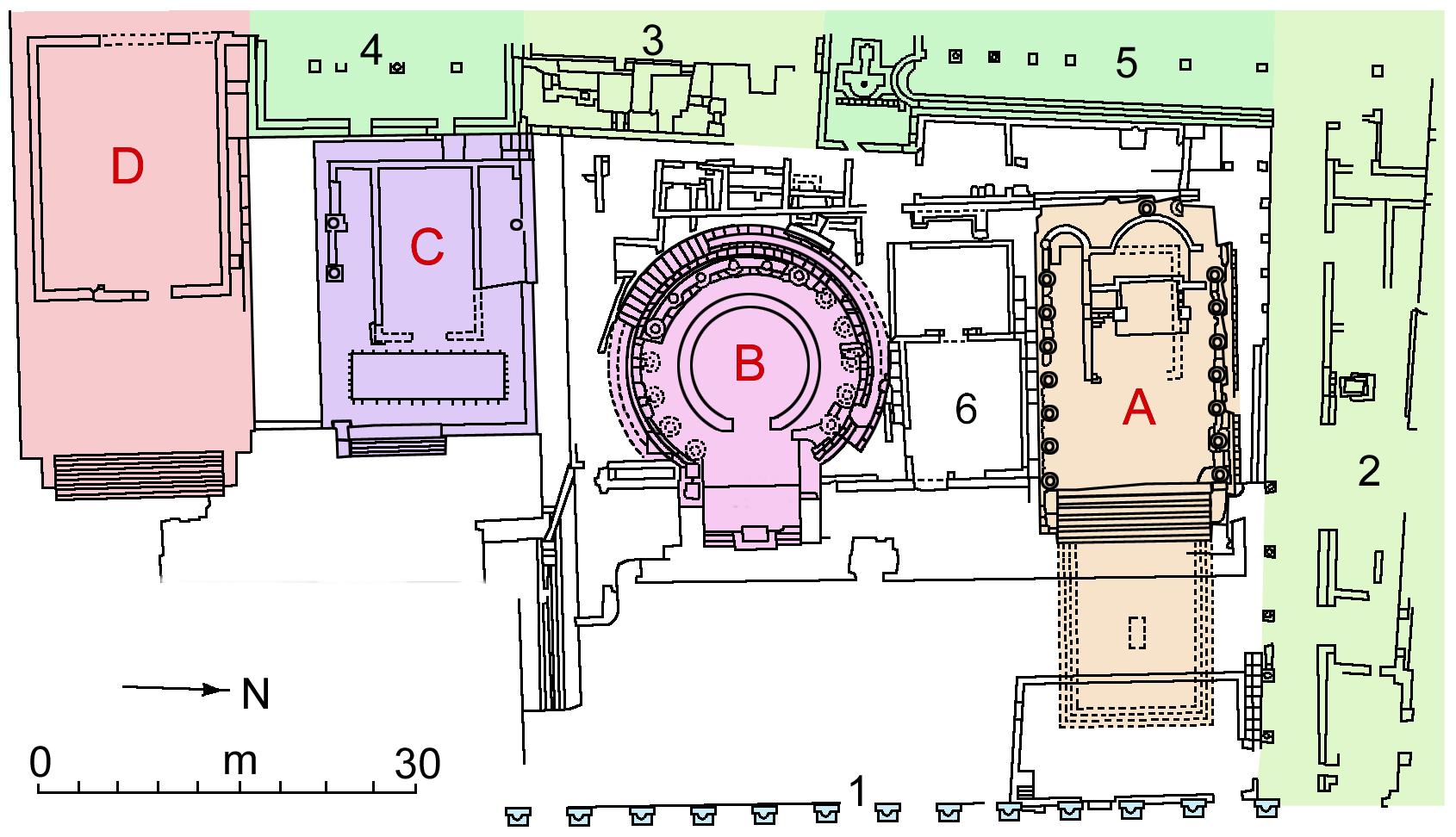
Plan de l'aire sacrée. En rouge, les temples A, B, C, D ; 1. porticus Minucia ; 2. Hecatostylum ; 3. Portique de Pompée ; 4., 5. Latrines de l'époque impériale ; 6. Bureaux et dépôts de l'époque impériale.

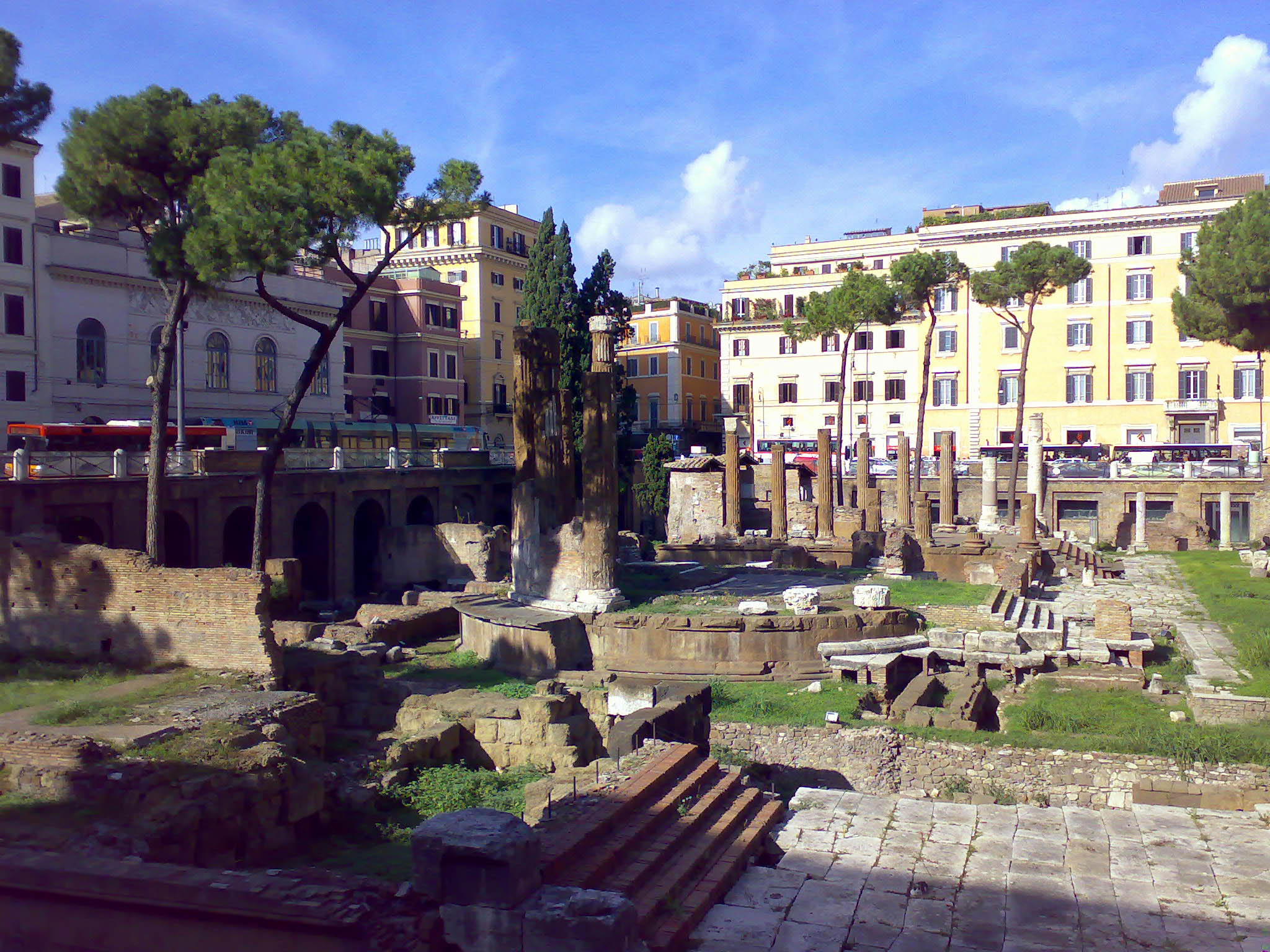
Temples C, B et A

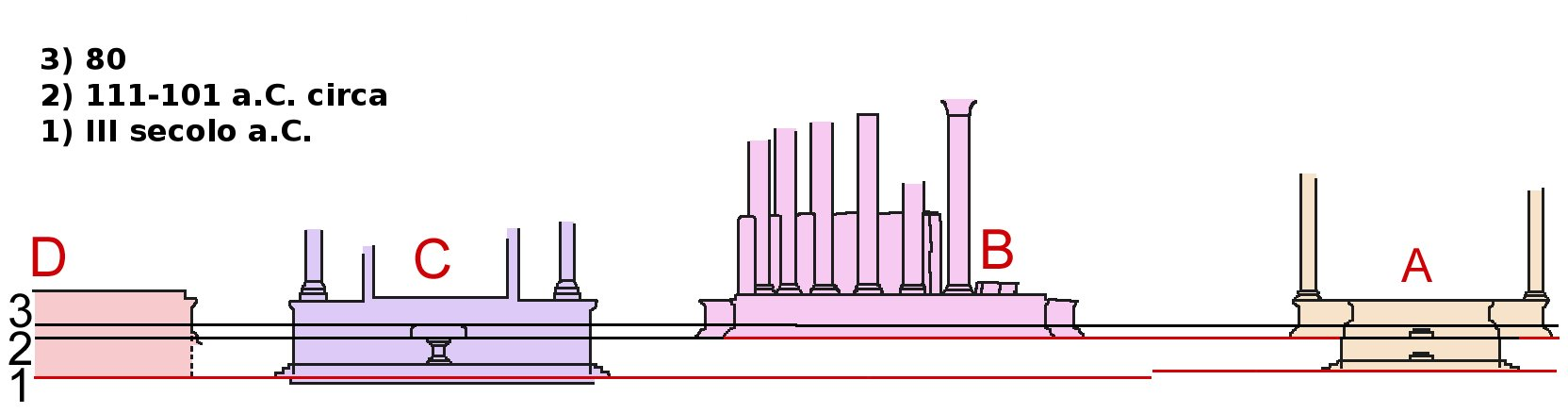
Plan en coupe du complexe archéologique montrant les différents niveaux des temples : 1. ; 2. 111/101 av. J.-C. ; 3. 80 apr. J.-C.

Le complexe archéologique, connu sous le nom d'Area Sacra, fut découvert au milieu de la place durant les campagnes de fouilles de 1926-1928, reprises dans les années 1970, qui mirent au jour un important complexe de quatre temples, tous d'époque républicaine, dont l'histoire est très compliquée, quoique établie de manière relativement précise.
La zone a été identifiée par la présence du portique de Minucius, construit en 106 av. J.-C. par Marcus Minucius Rufus pour son triomphe sur les Scordisques. Le portique est reconnaissable à ses colonnes jamais refaites à l'époque impériale, visibles sur le côté nord-est de la place. Son dallage en tuf volcanique est postérieur aux temples A, C et D, mais antérieur au temple B, ce qui a permis d'établir une chronologie de toute la zone.
Les temples sont désignés, à partir du nord, par les lettres A, B, C et D, en l'absence de certitude sur les divinités auxquelles ils étaient dédiés. Devant eux s'étend une rue pavée, reconstruite après l'important incendie de Rome de 80, peu après l'extension du portique de Minucius qui finit par occuper toute la zone.
Par ordre chronologique, on peut distinguer :
1. le temple C : IVe / IIIe siècle av. J.-C. ;
2. le temple A : IIIe , refait au Ier siècle av. J.-C. ;
3. le temple D : début du IIe , refait au Ier siècle av. J.-C. ;
4. le temple B : fin du IIe /début du Ier siècle av. J.-C..

Les temples A et C, construits au niveau du sol primitif, étaient indépendants l'un de l'autre, séparés par un assez large espace. Ce n'est que plus tard que le temple D fut ajouté à l'ensemble.
Une totale transformation survint lorsque le niveau du sol fut surélevé d'environ 1,40 m, sans doute à la suite d'un grand incendie, comme celui de 111 av. J.-C. On créa alors un sol dallé de tuf commun aux trois temples, peut-être clos par un portique à colonnes dont on voit des restes sur les côtés nord et ouest. Les podiums des temples virent alors leurs hauteurs respectives diminuées de moitié : alors que le temple C n'a pas subi de transformations, le soubassement du temple A a été revêtu de blocs de pierre neufs et le temple D a été notablement élargi et entièrement revêtu de travertin.
À cette époque, l'espace entre les temples A et C a dû être jugé inesthétique, puisqu'on a construit sur le sol de tuf de cet ensemble asymétrique un quatrième temple, le temple B, de plan circulaire.
Pour dater ce sol dallé, on dispose d'une indication fournie par l'inscription de l'autel situé devant le temple C, qui a été recouvert par le sol de tuf et lui est donc antérieur. Cette inscription rapporte que l'autel fut refait par un certain Aulus Postumius Albinus, neveu d'Aulus Postumius Albinus Luscus, qui fut consul en 180 av. J.-C. Le sol de tuf a donc été établi postérieurement, vraisemblablement vers le milieu du IIe siècle av. J.-C.
L'étude architecturale du complexe a grandement éclairé toute la chronologie des édifices sacrés de l'Italie centrale et de Rome elle-même : on a pu ainsi établir, par l'étude des styles des édifices existants, toute une évolution du goût artistique et architectural au cours de la période républicaine, depuis la forme la plus archaïque, à même le sol d'origine pour les temples C, A et D, jusqu'à l'hellénisme très marqué du temple B, du type « tholos périptère ». On passe donc à cette époque des modèles étrusco-italiques à une architecture directement inspirée par l'art grec. À cela s'ajoute, au fil du temps, la réduction de la hauteur des soubassements.

### Temple C
Le temple C, qui remonte au IVe / IIIe siècle av. J.-C., est le plus ancien des quatre. Il était probablement dédié à Feronia, ancienne déesse italique de la fertilité et protectrice des bois et des moissons, à mettre en relation avec les distributions de grains qui avaient lieu dans le quartier, à proximité. La datation a été établie par l'aspect de l'édifice, assez archaïque, par des fragments de décoration architectonique en terre cuite et quelques inscriptions. D'autre part, les sources confirment la présence d'un temple de Feronia au Champ de Mars depuis au moins 217 av. J.-C.
Le temple repose sur un haut podium en tuf (3,80 m environ), conclu à son sommet par une modénature simple de goût archaïque. Le plan est celui d'un temple périptère sine postico (c'est-à-dire dépourvu de colonnes vers l'arrière). Les murs de la cella sont en brique. On ne sait pas au juste combien il comptait de colonnes en façade (probablement quatre ou six), mais il reste des bases de colonnade sur les côtés, fermées vers l'arrière par des murs en continu.
L'aspect tout entier est assez archaïque : le temple avait un sol pavé qui lui appartenait en propre, qui fut ensuite remplacé par un nouveau, peut-être pour sa mise en relation avec le temple D lors de sa construction.
À ce niveau se trouvent les restes d'un autel en pépérin, qui, selon une inscription retrouvée en place, fut ordonné en 174 av. J.-C. par le neveu du consul  Aulus Postumius Albinus, à l'occasion d'une obscure Lex Pletoria.
Le second pavage fut à son tour couvert d'un troisième dallage considérablement plus élevé, qui recouvrit l'autel d'Albinus, remplacé par un autre en opus caementicium, qui nécessita six marches en façade : il s'agit du sol du portique de Minucius (porticus Minucia) de 80, commun à toute la zone et créé à la suite du grand incendie. À cette occasion fut ajoutée également une mosaïque en noir et blanc dans la cella du temple.
Évidemment, à mesure que l'on surélevait les couches de pavage, le podium diminuait en hauteur, ce qui convenait au goût de l'époque républicaine pour des podiums moins élevés.
L'identification avec le temple de Feronia n'est pas absolument certaine, mais très probable : elle se fonde sur les mentions des calendriers des cultes du Champ de Mars. Les restes de la statue acrolithe d'une divinité féminine, découverts en fragments entre ce temple et le temple B sont généralement mis en rapport avec le temple B, mais il n'est pas impossible qu'ils fassent partie du temple A.

### Temple A

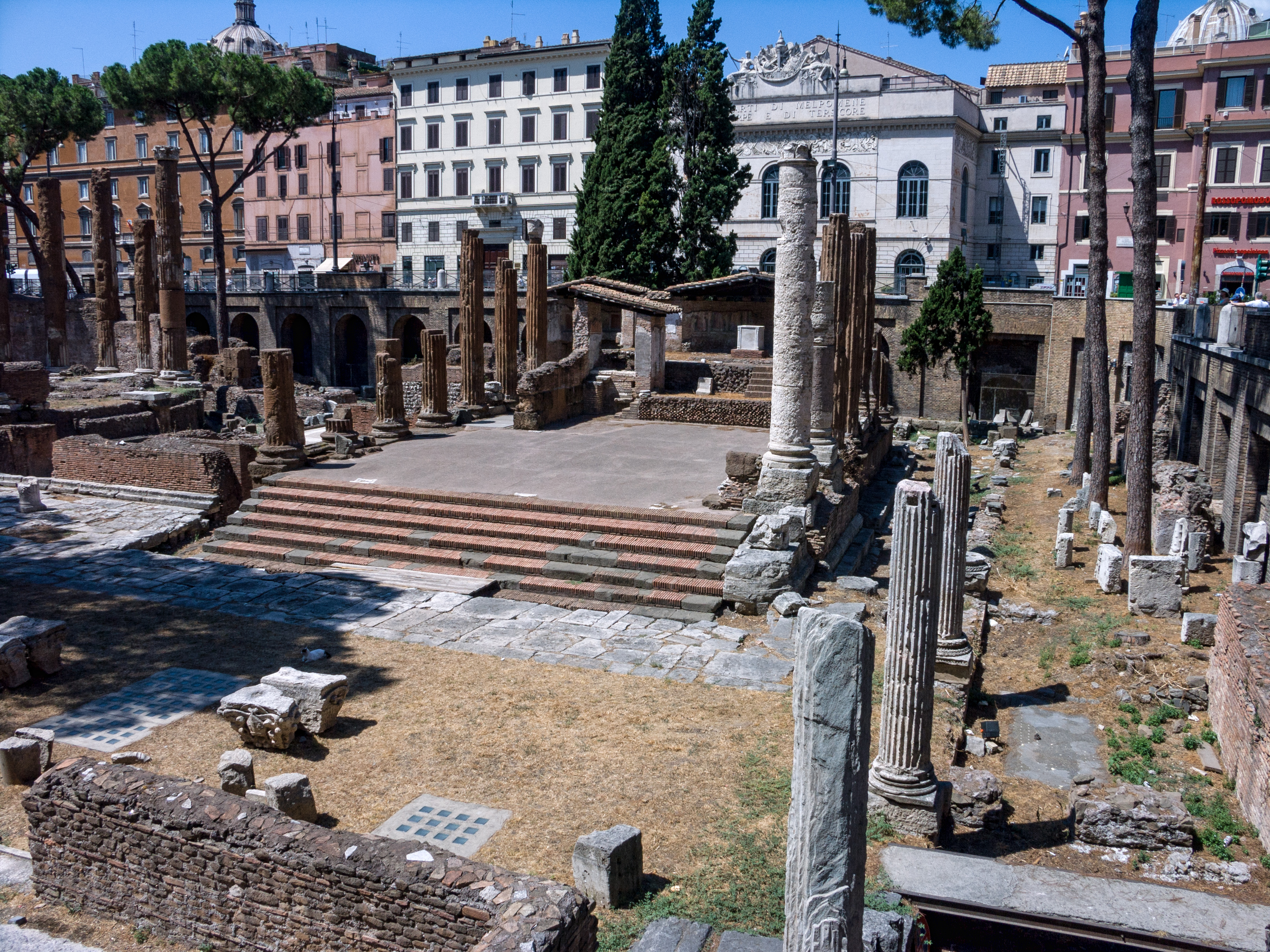
Temple A

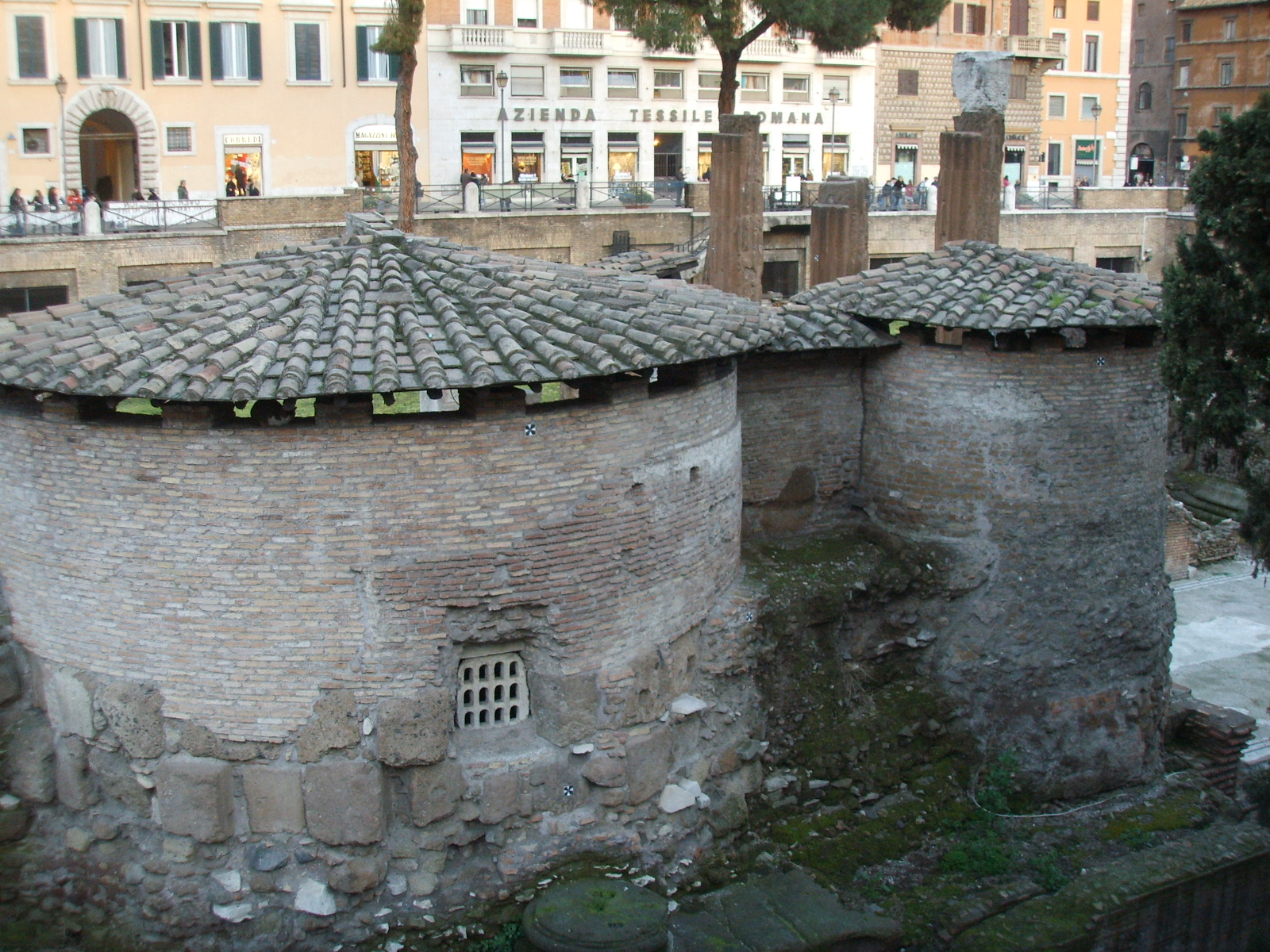
Abside de San Nicola dei Cesarini (Temple A)

Le temple A est le second en date, après le temple C. À l'origine, c'était un petit temple in antis, avec une paire de colonnes devant la cella, ou peut-être un prostylum d'ordre toscan, un podium haut de dix pieds et un encadrement de style sévère, avec de hautes plinthes au profil en coussin. Le sol était en tuf et comportait un autel en pépérin, conservé en partie. Sur ce sol en tuf fut posé un second dallage de tuf avec autel en opus caementicium, qui correspond au sol du portique de Minucius, qui devint commun à toute la zone.
Par la suite, le temple fut refait complètement, vraisemblablement à l'époque de Sylla, avec une péristasis, c'est-à-dire une colonnade tout autour de l'ancien bâtiment, qui devint ainsi la cella du nouveau, dans le style grec. On comptait 9 colonnes sur les côtés, 6 à l'arrière et peut-être aussi en façade, avec des bases et chapiteaux en travertin et des fûts en tuf recouvert de stuc, les colonnes de travertin que l'on peut voir actuellement étant le résultat de la restauration de l'époque de Domitien. Le nouveau podium était dans le style hellénisant, semblable à celui du temple B contigu.
Il s'agirait soit du temple de Junon Curritis, soit du temple de Juturne, nymphe des sources. Le premier fut édifié au Champ de Mars par Quintus Lutatius Catulus Cerco après la victoire des Romains contre Faléries en 241 av. J.-C., et le second par Quintus Lutatius Catulus à la suite de sa victoire sur les Carthaginois, toujours en 241 av. J.-C. L'identification avec le temple de Juturne est corroborée par un passage des Fastes d'Ovide, qui mentionne que le temple de Juturne se trouvait près du débouché de l'Aqua Virgo, près des Thermes d'Agrippa, situés juste au nord de la zone sacrée. Il est de toute façon probable que l'édification de ce temple a été commanditée par un membre de la gens des Lutatii, qui firent construire juste à côté le temple B.
C'est sur ce temple que fut édifiée la petite église de San Nicola de' Cesarini, dont on peut encore voir, à l'arrière du temple, quelques restes de l'abside.

### Temple D

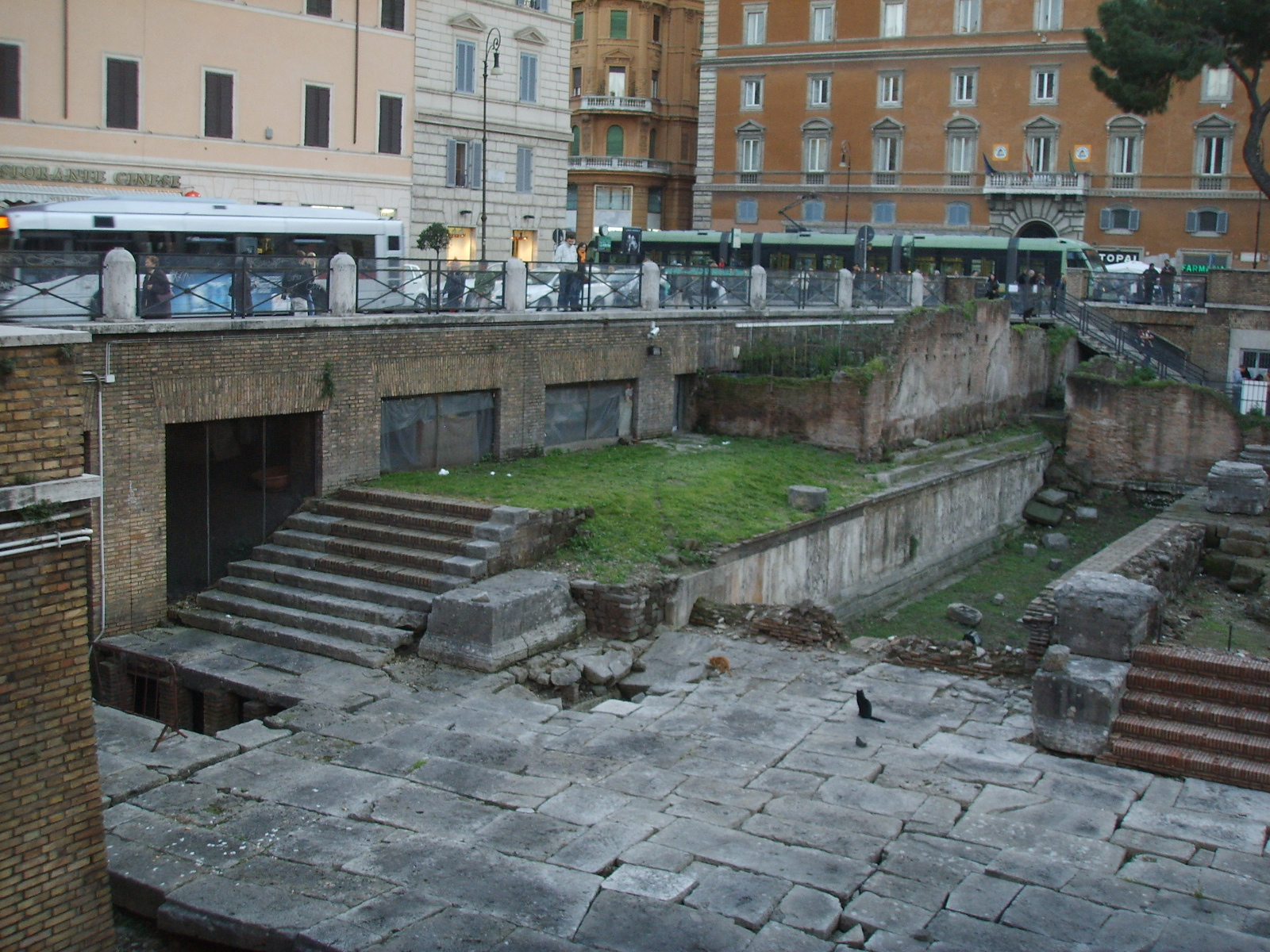
Temple D

Le temple D est le plus grand des quatre et le troisième dans l'ordre chronologique. Il remonte au IIe siècle av. J.-C., et on pense qu'il était dédié aux Larii Permarini, ordonné par Lucius Aemilius Regillus vers 190 av. J.-C. et consacré en 179 av. J.-C. par le censeur Marcus Aemilius Lepidus. Selon le calendrier de Préneste, le temple des Larii Permarini se trouvait en effet près du portique de Minucius (Porticus Minucia).
Une partie seulement de ce temple a été mise au jour, la plus grande partie du soubassement se trouvant sous la via Florida.
La partie la plus ancienne du temple est en opus caementicium, refaite en travertin au Ier siècle. Le plan est assez archaïque, avec une grande cella rectangulaire précédée d'un pronaos hexastyle. On ne voit actuellement que le podium de travertin du Ier siècle, avec des bordures tranchantes et pas très proéminentes, d'une hauteur d'environ 3 m.

### Temple B

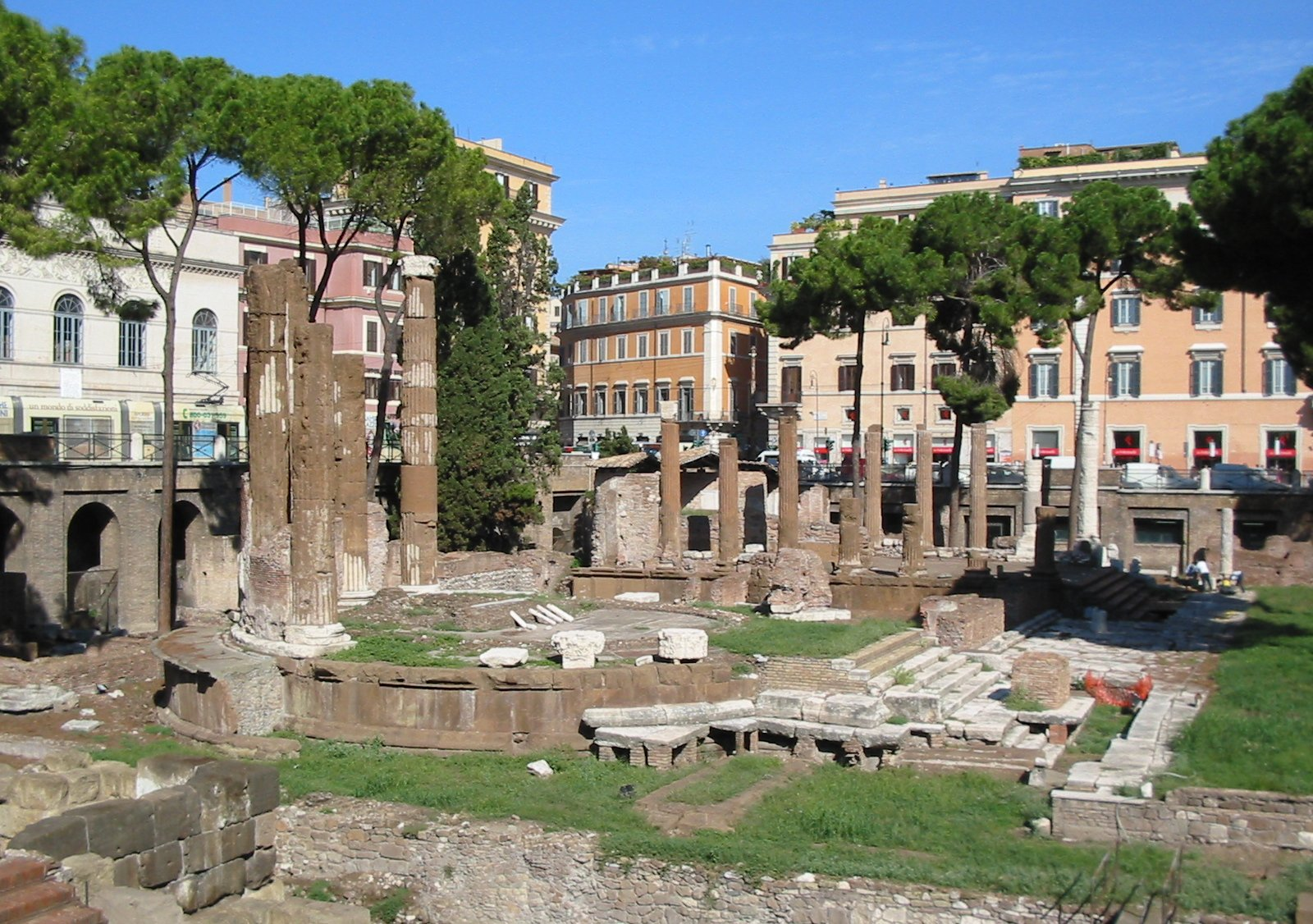
Temple B (au premier plan)

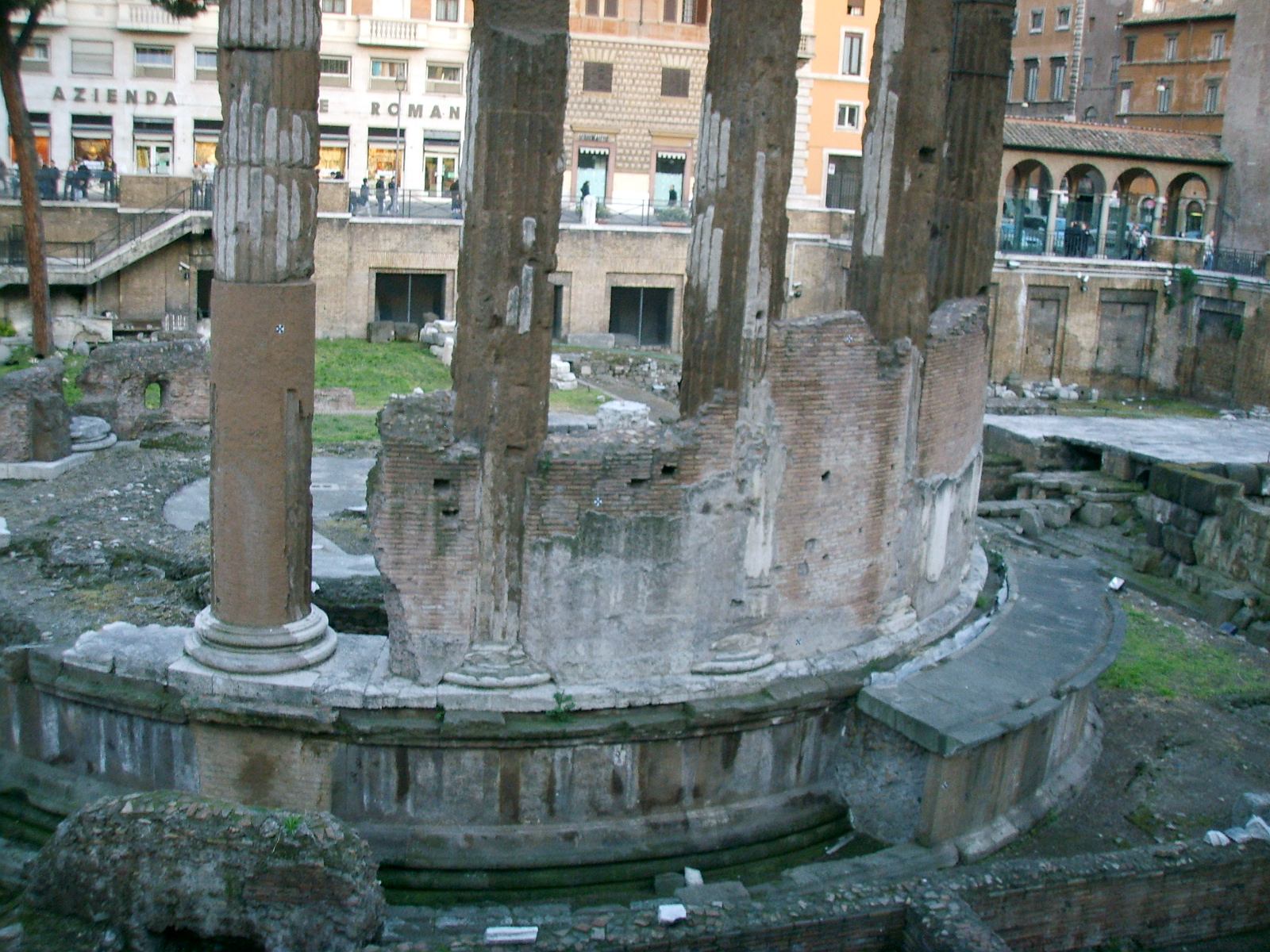
Soubassement du temple B

Le temple B est le plus récent et le seul de quatre à être construit sur plan circulaire.
Pierre Boyancé l'identifie au temple Aedes Fortunae Huiusce Diei, c'est-à-dire "temple de la Fortune de ce jour-ci", ordonné par le consul Quintus Lutatius Catulus, collègue de Marius, pour célébrer sa victoire contre les Cimbres, en 101 av. J.-C., à la bataille de Verceil, au Piémont.
En plus de la base subsistent six colonnes de la péristasis. Le podium a des moulures renflées, à la manière « baroque » hellénisante. Lui aussi possédait peut-être un pronaos tétrastyle, mais on n'en a pas retrouvé la trace. La cella est circulaire, en opus incertum. Les colonnes étaient de tuf recouvert de stuc, avec des chapiteaux et bases en marbre.
Dans une seconde période non précisée, peut-être l'époque de Domitien, après 80, le lieu de culte fut agrandi : les murs de la cella furent abattus et on édifia entre les colonnes des cloisons en maçonnerie de tuf, faisant de l'édifice un temple pseudopériptère. Dans la foulée, le podium fut élargi, et même, la façade extérieure fut fermée.
L'identification avec le temple de Fortuna se trouve renforcée par la découverte de la statue acrolithe de marbre, dont le visage conservé aujourd'hui aux musées du Capitole est haut de 1,46 m à lui seul. Les bras et les jambes étaient aussi en marbre, tandis que les autres parties du corps et les vêtements étaient plaqués de bronze, qui se trouve perdu.

### Modifications de l'époque impériale
L'aire sacrée, à l'exception de travaux d'entretien (remplacement de colonnes, redécoration des murs et du sol), a subi deux interventions à l'époque impériale.
La première est consécutive à l'incendie de 80, consistant en un repavage en travertin et une reconstruction des autels sur les perrons des temples, selon la mode du temps.
La seconde intervention remonte à la fin du IIIe siècle, lorsqu'un mur unit les façades des temples (ou au moins les temples A et B), de façon à créer des pièces entre chacun des temples, où se tinrent probablement leurs services et ceux des portiques de Minucius, unifiés à l'époque des Sévères et confiés aux soins d'un curator aquarum et Minuciae, puis déplacés à l'époque constantinienne.

## Autres vestiges

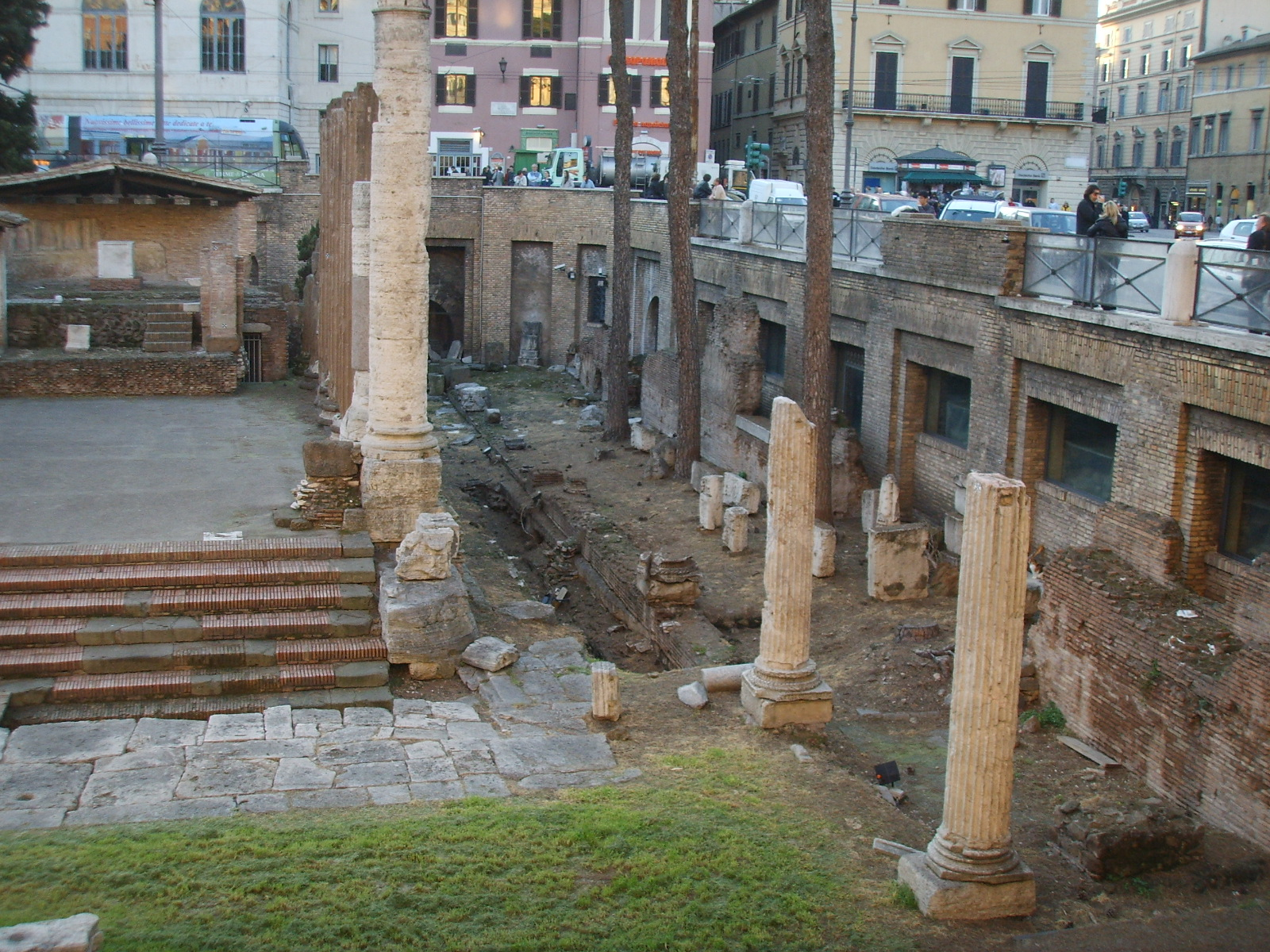
Restes de lHecatostylum

La zone est de plus occupée par le portique de Minucius (Porticus Minucia). Au nord subsistent quelques vestiges de l'Hecatostylum, portique aux « cent colonnes ».
À l'ouest, derrière les temples B et C, le grand soubassement de tuf volcanique appartient, désormais de façon certaine, à la Curie de Pompée, celle où César fut assassiné. Cela confirme la mention par Dion Cassius de deux latrines d'époque impériale, qui ont effectivement été retrouvées à cet endroit.

## Les chats de Rome
Largo di Torre Argentina est un sanctuaire pour une colonie de plusieurs dizaines de chats errants (i gatti di Roma). Il y a une zone réservée aux visiteurs dans un coin des ruines antiques où on peut rencontrer certains des chats. L’entrée, possible tous les jours de midi à 18 h, est gratuite mais beaucoup font un petit don qui sert ensuite à l’entretien des chats présents dans le sanctuaire. Les Romains aiment beaucoup les chats de leur ville. Ils leur apportent quotidiennement des paquets de nourriture et des restes de cuisine.
La colonie de chats de Largo di Torre Argentina est la plus célèbre et la plus grande de la ville éternelle. Les chats représentent une présence historique dans cette zone : ils se sont installés parmi les ruines l'année même de leur mise au jour, c’est-à-dire en 1929.
Au début des années 1990, un décret adopté par la ville de Rome stipule que les chats errants qu’elle abrite, notamment la colonie de Torre Argentina, font partie intégrante de son « Patrimoine bioculturel »,. C’est pourquoi aucun Romain ne chasse les chats car ceux-ci sont protégés juridiquement. La présence des chats à Rome est plus ancienne que les colonnes de marbre et les frontons ». De nos jours, ils sont environ 300 à vivre dans le sanctuaire selon la Torre Argentina Roman Cat Sanctuary, l’association fondée en 1994 qui défend la cause animale et plus particulièrement celle des chats romains.
La légende raconte que ce sont les chats de Rome qui ont sauvé la ville d’une épidémie de peste, dans l’Antiquité. Entre les Romains et les chats, il y a également une histoire de superstition : croiser un chat noir dans la rue porte malheur. Il faut aussitôt toucher du fer pour conjurer le mauvais sort selon un conseil local. Entendre un chat éternuer peut en revanche vous rapporter gros. Les Romains, et les Italiens en général, y voient en effet un présage de bonne fortune